# 大卫·克兰

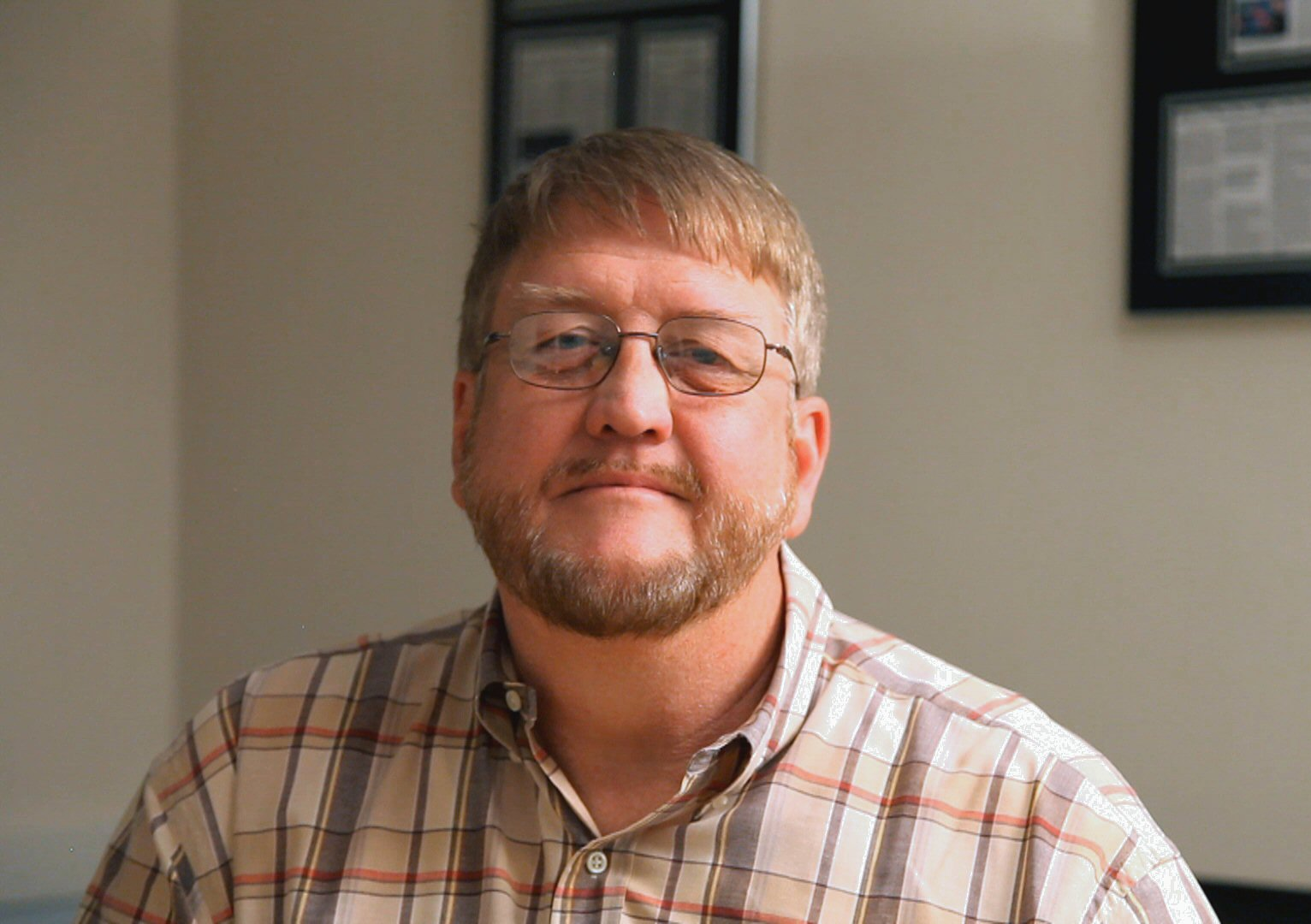
2013年

大卫·帕特里克·克兰（1953年—），美国印第安纳州人，电子游戏设计师、程序师。代表作品有《陷阱》、《男孩与泡泡怪》、《Little Computer People》。